# Grote Prijs Miguel Indurain 2019
De 21e editie van de wielerwedstrijd Grote Prijs Miguel Indurain vond plaats op 6 april 2019. De wedstrijd startte en finishte in Estella en was 192,9 kilometer lang. De wedstrijd maakte deel uit van de UCI Europe Tour, met de categorie 1.1. De Fransman Jonathan Hivert won, nadat hij op de laatste beklimming van de dag de 20-jarige Tadej Pogačar had ingehaald.

## Uitslag
| Plaats  | Naam               | Ploeg                  | Tijd     |
| ------- | ------------------ | ---------------------- | -------- |
| Winnaar | Jonathan Hivert    | Direct Energie         | 4u47'56" |
| 2       | Luis León Sánchez  | Astana                 | + 9"     |
| 3       | Sergio Higuita     | Euskadi                | z.t.     |
| 4       | Mikel Nieve        | Mitchelton-Scott       | z.t.     |
| 5       | Carlos Verona      | Movistar               | z.t.     |
| 6       | Tadej Pogačar      | UAE Team Emirates      | z.t.     |
| 7       | Fernando Barceló   | Euskadi-Murias         | z.t.     |
| 8       | Jonathan Lastra    | Caja Rural-Seguros RGA | + 21"    |
| 9       | Aleksandr Vdovin   | Lokosphinx             | + 24"    |
| 10      | Rubén Plaza        | Israel Cycling Academy | + 28"    |
| 11      | Omar Fraile        | Astana                 | z.t.     |
| 12      | Jesús Herrada      | Cofidis                | + 30"    |
| 13      | Cristián Rodríguez | Caja Rural-Seguros RGA | + 45"    |
| 14      | Gorka Izagirre     | Astana                 | + 1'23"  |
| 15      | Eduard Prades      | Movistar               | + 1'29"  |
| 16      | Mikel Iturria      | Euskadi-Murias         | + 1'41"  |
| 17      | Luís Mendonça      | Rádio Popular Boavista | + 1'44"  |
| 18      | Tsgabu Grmay       | Mitchelton-Scott       | + 1'50"  |
| 19      | Aldemar Reyes      | Manzana Postobón       | + 2'55"  |
| 20      | Yecid Sierra       | Manzana Postobón       | + 3'00"  |
|         |                    |                        |          |
| 89      | Brian Kamstra      | Novo Nordisk           | + 21'34" |

1999 · 2000 · 2001 · 2002 · 2003 · 2004 · 2005 · 2006 · 2007 · 2008 · 2009 · 2010 · 2011 · 2012 · 2013 · 2014 · 2015 · 2016 · 2017 · 2018 · 2019 · 2020 · 2021 · 2022 · 2023 · 2024